# Theatermuseum Düsseldorf

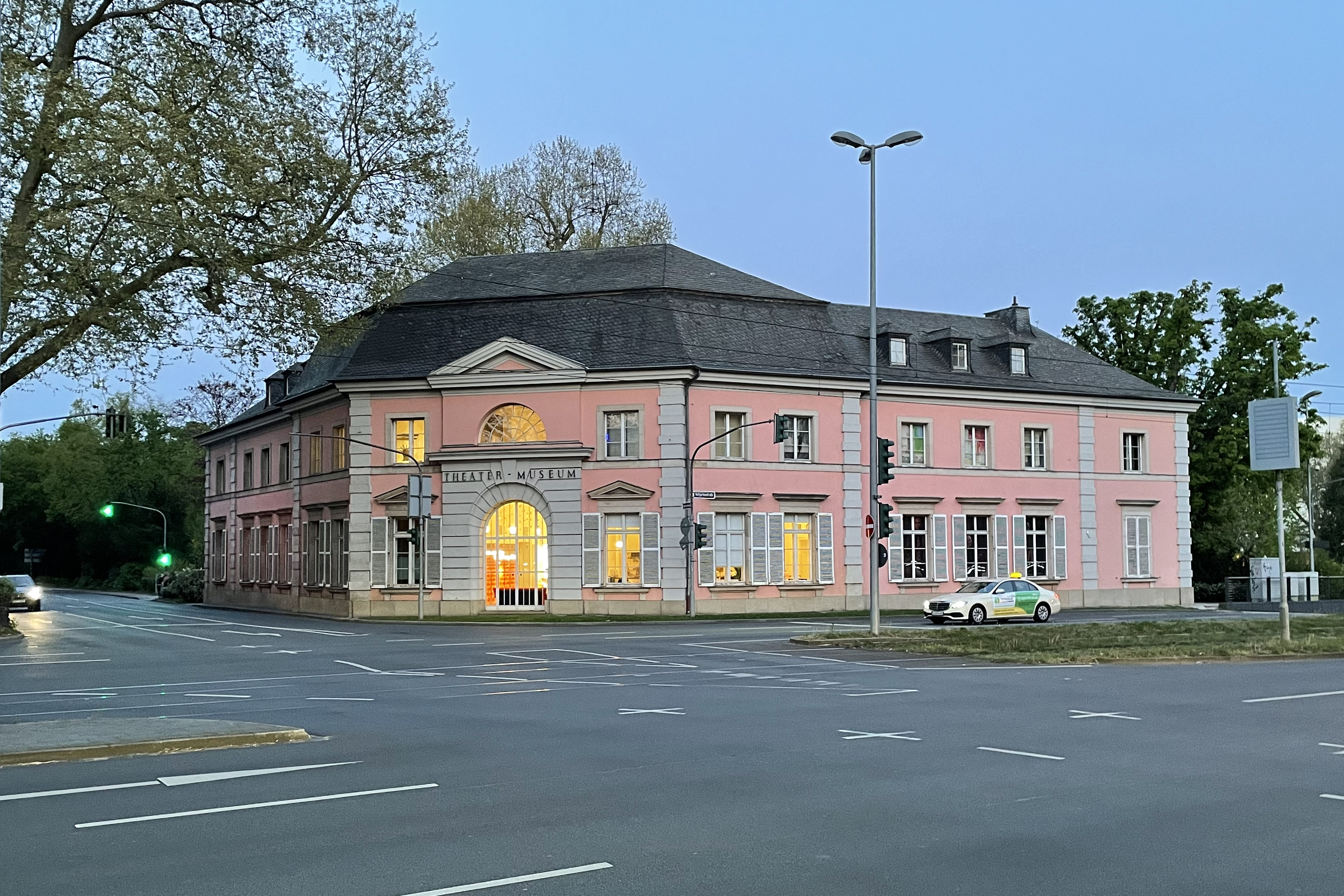
Theatermuseum Düsseldorf im Hofgärtnerhaus (2022)

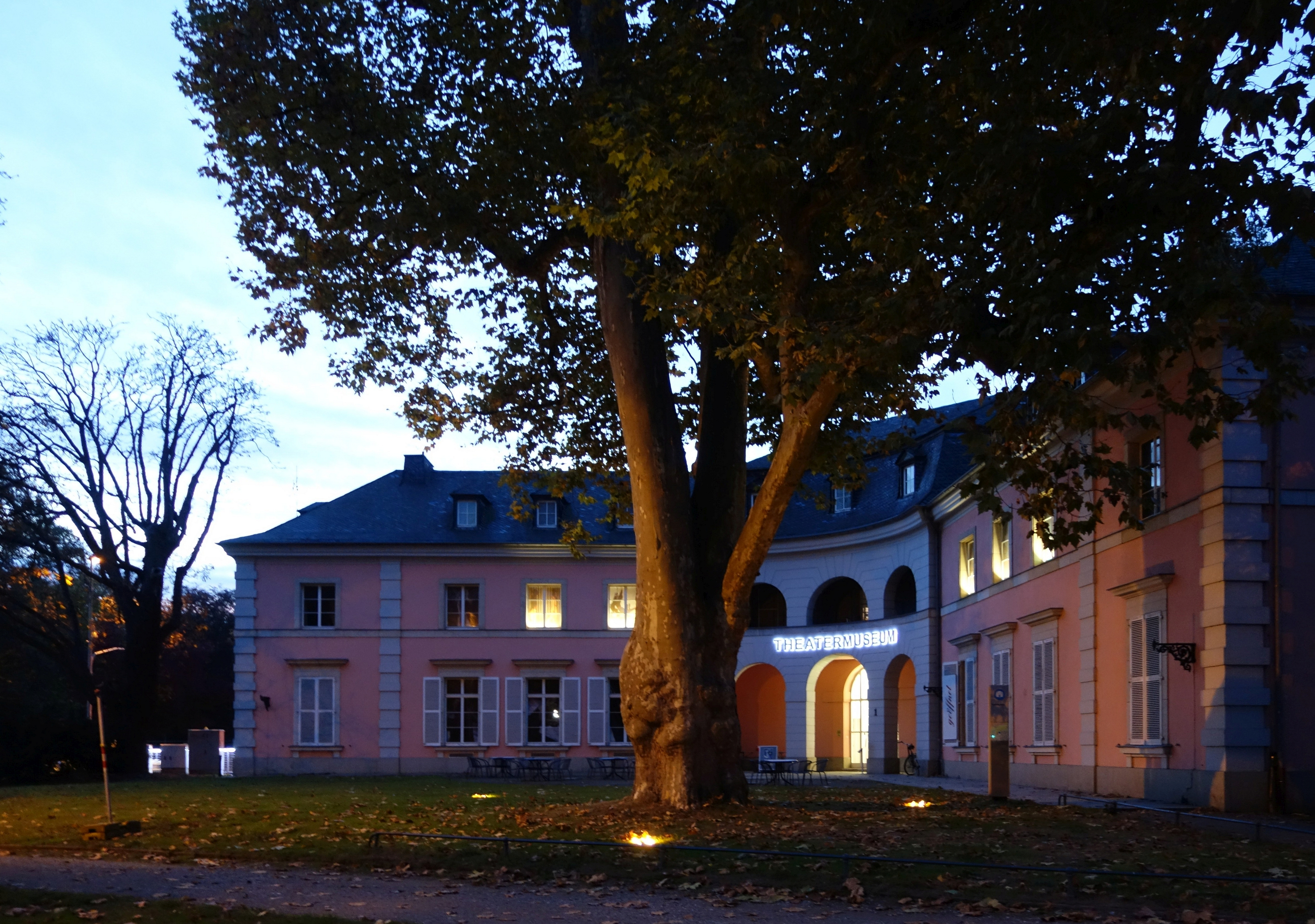
Theatermuseum Eingang, Oktober 2016

Das Theatermuseum Düsseldorf ist ein regional ausgerichtetes Museum in der nordrhein-westfälischen Landeshauptstadt Düsseldorf. Es ist untergebracht im so genannten Hofgärtnerhaus im historischen Hofgarten in unmittelbarer Nähe des Düsseldorfer Schauspielhauses und der Deutschen Oper am Rhein. Im Februar 2017 wurde das Museum vom Deutschen Kulturrat auf Die Rote Liste gesetzt und in die Kategorie 1 und damit als Von Schließung bedroht eingestuft.

## Geschichte
Die in den Jahren 1904 bis 1933 von Louise Dumont und Gustav Lindemann gesammelten Bestände der Theaterarbeit am Schauspielhaus Düsseldorf sind fester Bestandteil des 1938 gegründeten privaten „Dumont-Lindemann-Archivs“. Während des Zweiten Weltkrieges war es im Stahlhof untergebracht. Am 30. Mai 1947 ging das Archiv durch Schenkung von Gustav Lindemann in den Besitz der Stadt Düsseldorf über und fand im 1. Stock über den Räumen des Stadtarchivs, welches sich damals im Ehrenhof 3 befand, seinen Standort. Im Jahre 1972 Umzug des „Dumont-Lindemann-Archivs“ in das Haus Alt Pempelfort 2 mit dem erläuternden Zusatz  „Städtisches Theaterarchiv“ in der Beschilderung.
Eine auf die gesamte Düsseldorfer Theatergeschichte erweiterte Sammlungstätigkeit und ein regelmäßiger Ausstellungsbetrieb begannen 1978, nachdem Heinrich Riemenschneider zum Leiter (ab Februar 1980: Direktor) berufen wurde. Er betrieb, unterstützt unter anderem vom damaligen Oberstadtdirektor Gerd Högener, auch den Umzug in größere Räume in der Bilker Straße 12. 1981 beschloss der Kulturausschuss die Umbenennung des „Dumont-Lindemann-Archivs“ in „Theatermuseum“. 1988 zog das Museum in das Hofgärtnerhaus und auf der Wiese wurde das Louise Dumont Denkmal aufgestellt. Das Museum besteht heute aus den Bereichen Archiv und Bibliothek mit einem starken zusätzlichen Schwerpunkt im Veranstaltungsbereich und im Bereich der kulturellen Bildung. 2005 wurde eine räumliche Erweiterung für die Sammlungen an einem zweiten Standort (Merowingerstraße 88) erforderlich.

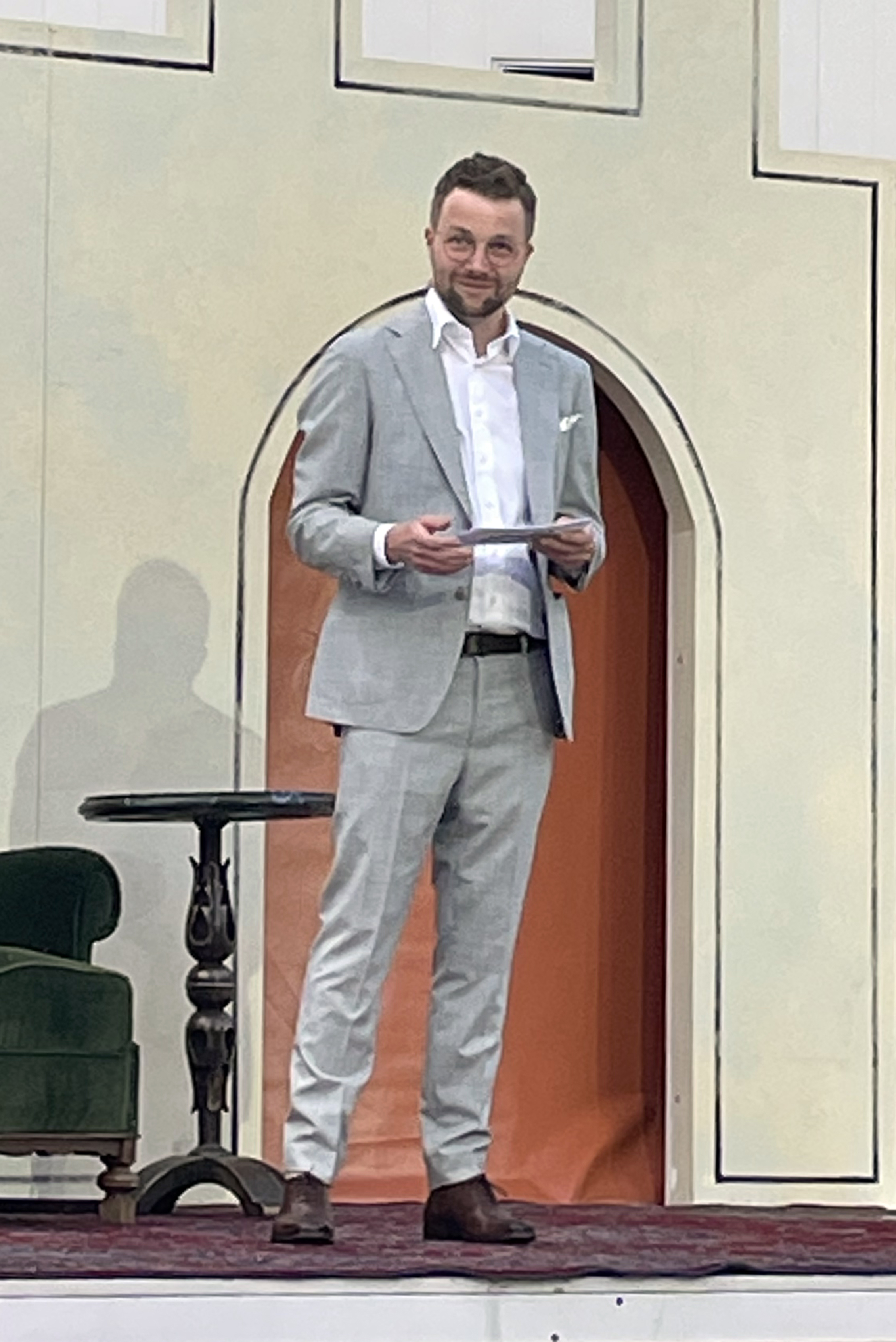
Sascha Förster auf der Festaktbühne zum Jubiläum „75 Jahre Dumont-Lindemann-Archiv“

Leiter des Theatermuseums ist seit 1. Juni 2021 der Theaterwissenschaftler Sascha Förster.

## Archiv/Bibliothek
In Archiv und Bibliothek werden theaterhistorische Materialien gesammelt und der Forschung zugänglich gemacht. Eigene und fremde Forschungsergebnisse werden in Ausstellung und Publikationen für die Öffentlichkeit dokumentiert. Schwerpunkte für Sammlung, Forschung, Dokumentation und Ausstellungen sind heute vor allem die Theatergeschichte Düsseldorfs und Nordrhein-Westfalens vom höfischen Theater über Gustaf Gründgens und Karl Heinz Stroux bis hin zu gegenwärtigen Formen in den Gattungen Musik-, Sprech-, Tanz-, Figurentheater und Kleinkunst.
Das Archiv des Theatermuseums umfasst u. a. Fotosammlungen, Theaterplakate, Theaterzettel, Programmhefte, Textbücher, audiovisuelle Bild- und Tonträger, Handschriften, Presseausschnitte, Bühnenbild- und Projektionsmodelle, Kostümentwürfe, Marionetten und Papiertheaterbögen. Die Bibliothek des Theatermuseums enthält Periodika und Monographien zum Thema Theater mit all seinen Sonderbereichen; daneben die Privatbibliothek der Stifter Dumont-Lindemann.
Seit 2010 gehört das Produktionsarchiv des Kom(m)ödchens zum festen Bestand des Theatermuseums. Es enthält Fotos, Programmtexte und Kritiken, Programmhefte, Plakate und Korrespondenz aus 50 Jahren.
Im Jahr 2002 kaufte das Theatermuseum 200 Arbeiten des deutschen Backstage-Fotografen Udo Remmes und begründete damit die „Sammlung Remmes“. 2010 erwarb das Museum das Produktionsarchiv des Fotografen Eduard Straub mit 150.000 Bilddokumenten (darin: 13.000 Papierabzüge, 70.000 Negative und 80.000 Digitalfotos), die alle Phasen der Deutschen Oper am Rhein von 1984 bis 2009 dokumentieren.

## Angebot
In wechselnden Ausstellungen und der Dauerausstellung „1904 bis 1947: Wandel zwischen Aufbruch & Archiv“ wird in enger Verknüpfung von Gegenwart und Vergangenheit Theater anschaulich gemacht. Neben der historischen Entwicklung des Theaters wird Besuchern aller Altersstufen ein systematischer Einblick in die vielschichtige Theaterkunst gegeben. Auf der hauseigenen „Studiobühne Dumont“ sowie im Theater- und Museumscafé „Café Louise“ finden zusätzlich Programme und regelmäßige Veranstaltungen für Theaterinteressierte statt. Zu den regelmäßigen Gastspielen im Theatermuseum gehören u. a. Kindertheatervorstellungen der Puppenbühne Bauchkribbeln, Erzähltheaterauftritte, Aufführungen des Looters-Ensembles und Improvisationsperformances.

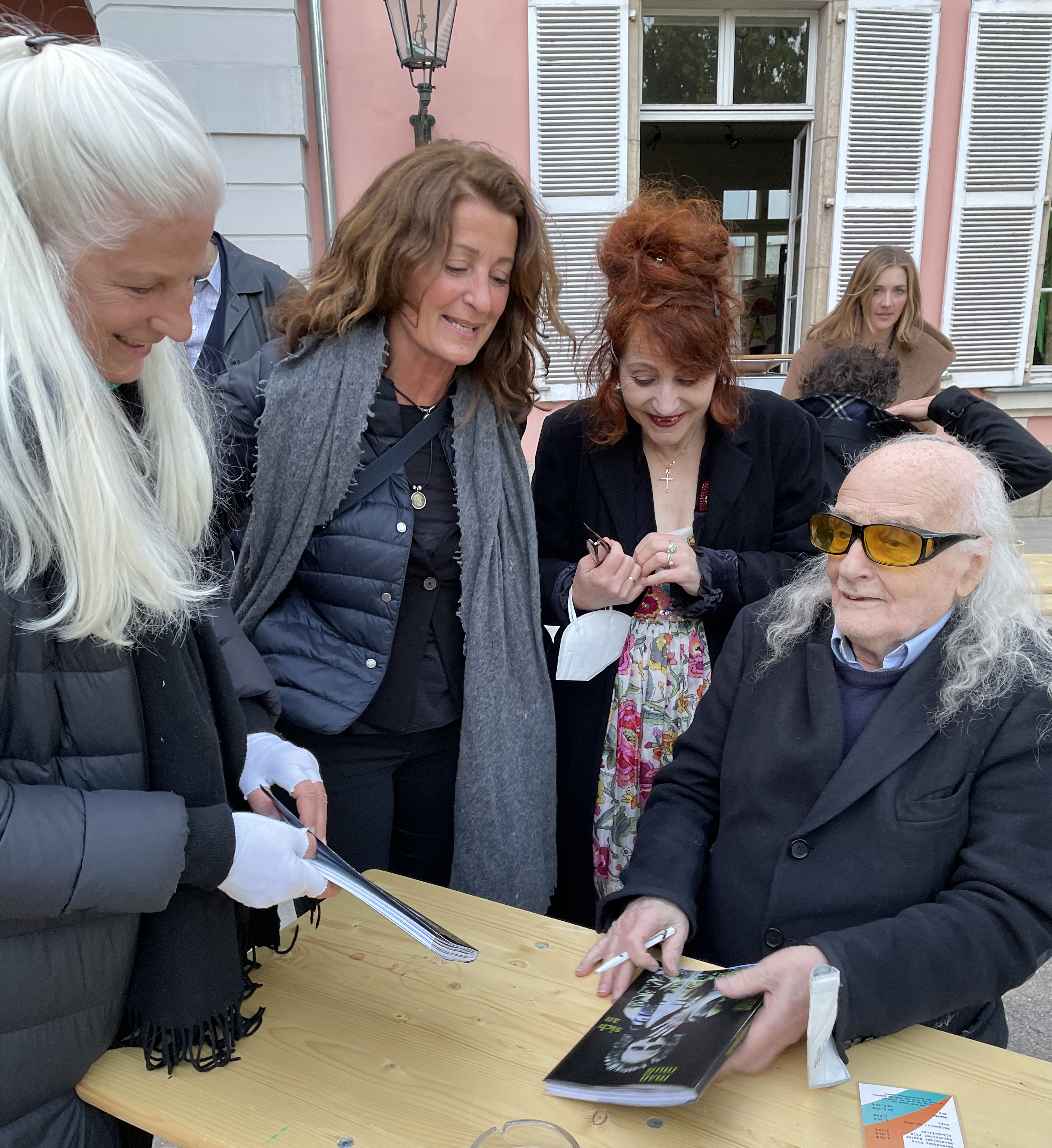
Roberto Ciulli zur Ausstellungseröffnung im Theatermuseum Düsseldorf mit Kuratorin Elisabeth Strauß (3.v.l) und Kataloggestalterinnen Lambert und Lambert

Am 1. Juni 2022 wurde mit einem Festakt das Jubiläum „75 Jahre Dumont-Lindemann-Archiv“ vor dem Düsseldorfer Schauspielhaus gefeiert. Begrüßungsansprachen hielten Generalintendant Wilfried Schulz, Theatermuseumsleiter Sascha Förster, Bürgermeister Josef Hinkel und Referatsleiter Theater & Tanz im MKW NRW Ralph Zinnikus. Die Schauspielerin und Louise-Dumont-Topas-Trägerin Nicole Heesters rezitierte Auszüge aus dem Rezeptbuch von Emmy Rotth und Louise Dumont Für zwei in einem Topf und aus Macbeth und bereitete zusammen mit Förster ein Überraschungsrezept. Hanna Werth, Ensemblemitglied des Schauspielhauses, übernahm die Rolle der Ursprache von Louise Dumont und mit einer Tonaufnahme des WDR war Gustav Lindemann vertreten. Der Medienwissenschaftler Philipp Hanke führte in die von ihm koordinierte und kuratierte Ausstellung 1904 bis 1947: Wandel zwischen Aufbruch & Archiv ein, die anschließend im Hofgärtnerhaus eröffnet wurde.
Vom 22. April bis 24. Juli 2022 fand die Ausstellung „man muß sich an morgen erinnern“ zu 40 Jahren Theater an der Ruhr, coronabedingt ein Jahr später, im Theatermuseum statt.
Ende Februar 2023 wurde die Sonderausstellung „Costume X Fashion. Kostüme als Inspiration für Kunst und Mode“, eine Kooperation von Theatermuseum, der Deutsche Oper am Rhein, der Fotografin Corina Gertz und der AMD Akademie Mode & Design, eröffnet. Sascha Förster präsentierte zusammen mit Stefanie C. Salm, Leitung der Kostümabteilung Deutsche Oper am Rhein, Fotografin Corina Gertz und Claudia Ebert-Hesse, Professorin der AMD Akademie Mode & Design, die Ausstellung im Theatermuseum.